# Hannapes
Hannapes és un municipi francès situat al departament de l'Aisne i a la regió dels Alts de França. L'any 2007 tenia 267 habitants.

## Demografia

### Població
El 2007 la població de fet de Hannapes era de 267 persones. Hi havia 106 famílies de les quals 27 eren unipersonals (8 homes vivint sols i 19 dones vivint soles), 34 parelles sense fills, 41 parelles amb fills i 4 famílies monoparentals amb fills.
La població ha evolucionat segons el següent gràfic:
Habitants censats

### Habitatges
El 2007 hi havia 142 habitatges, 106 eren l'habitatge principal de la família, 17 eren segones residències i 18 estaven desocupats. Tots els 139 habitatges eren cases. Dels 106 habitatges principals, 88 estaven ocupats pels seus propietaris, 17 estaven llogats i ocupats pels llogaters i 1 estava cedit a títol gratuït; 5 tenien dues cambres, 16 en tenien tres, 23 en tenien quatre i 62 en tenien cinc o més. 88 habitatges disposaven pel capbaix d'una plaça de pàrquing. A 43 habitatges hi havia un automòbil i a 49 n'hi havia dos o més.

### Piràmide de població
La piràmide de població per edats i sexe el 2009 era:
| Homes | Edats   | Dones |
| ----- | ------- | ----- |
| 0     | 95 o +  | 0     |
| 4     | 90 a 94 | 4     |
| 8     | 85 a 89 | 4     |
| 4     | 80 a 84 | 8     |
| 12    | 75 a 79 | 16    |
| 4     | 70 a 74 | 8     |
| 4     | 65 a 69 | 8     |
| 0     | 60 a 64 | 0     |
| 8     | 55 a 59 | 8     |
| 12    | 50 a 54 | 8     |
| 8     | 45 a 49 | 0     |
| 0     | 40 a 44 | 8     |
| 16    | 35 a 39 | 12    |
| 12    | 30 a 34 | 4     |
| 12    | 25 a 29 | 12    |
| 0     | 20 a 24 | 4     |
| 12    | 15 a 19 | 8     |
| 8     | 10 a 14 | 12    |
| 20    | 5 a 9   | 8     |
| 4     | 0 a 4   | 12    |

## Economia
El 2007 la població en edat de treballar era de 163 persones, 111 eren actives i 52 eren inactives. De les 111 persones actives 98 estaven ocupades (56 homes i 42 dones) i 13 estaven aturades (5 homes i 8 dones). De les 52 persones inactives 17 estaven jubilades, 12 estaven estudiant i 23 estaven classificades com a «altres inactius».

### Ingressos
El 2009 a Hannapes hi havia 111 unitats fiscals que integraven 281 persones, la mediana anual d'ingressos fiscals per persona era de 15.187 €.

### Activitats econòmiques
Dels 3 establiments que hi havia el 2007, 1 era d'una empresa extractiva, 1 d'una empresa de fabricació d'altres productes industrials i 1 d'una entitat de l'administració pública.
L'any 2000 a Hannapes hi havia 3 explotacions agrícoles que ocupaven un total de 186 hectàrees.

## Poblacions més properes
El següent diagrama mostra les poblacions més properes.